# Fußball-Brandenburgliga 2012/13
Die Brandenburgliga 2012/13 war die 23. Spielzeit und die fünfte als sechsthöchste Spielklasse im Fußball der Männer. Sie begann am 10. August 2012 mit dem Spiel SC Eintracht Miersdorf/Zeuthen gegen den FV Preussen Eberswalde und endete am 15. Juni 2013 mit dem 32. Spieltag.
Der FC Strausberg wurde in dieser Saison zum ersten Mal Landesmeister in Brandenburg und stieg damit in die Fußball-Oberliga Nordost auf. Der Märkischer SV 1919 Neuruppin errang, mit 21 Punkten Rückstand, die Vizemeisterschaft. Zur Winterpause führte TuS 1896 Sachsenhausen nach der Hinrunde die Tabelle der Brandenburgliga an und errang damit den inoffiziellen Titel des Herbstmeisters.
Als Absteiger stand nach dem 30. Spieltag der Eisenhüttenstädter FC Stahl, Ludwigsfelder FC und der FC Schwedt 02 fest und musste in die Landesliga absteigen.

## Teilnehmer
An der Spielzeit 2012/13 nahmen insgesamt 17 Vereine teil.
| ▼Absteiger aus der Oberliga Nordost 2011/12 |
| ------------------------------------------- |
| SV Germania 90 Schöneiche Fn. 1             |

| Mannschaften aus der Brandenburgliga 2011/12 | Mannschaften aus der Brandenburgliga 2011/12 | Mannschaften aus der Brandenburgliga 2011/12 |
| -------------------------------------------- | -------------------------------------------- | -------------------------------------------- |
| FC Strausberg                                | Breesener SV Guben Nord                      | Märkischer SV 1919 Neuruppin                 |
| 1. FC Frankfurt                              | FC Stahl Brandenburg                         | TuS 1896 Sachsenhausen                       |
| SV Victoria Seelow                           | FV Preussen Eberswalde                       | SV Babelsberg 03 II                          |
| Werderaner FC Viktoria 1920                  | Eisenhüttenstädter FC Stahl                  | SV Falkensee-Finkenkrug                      |
| Ludwigsfelder FC                             |                                              |                                              |

| ▲Aufsteiger aus der Landesliga 2011/12 | ▲Aufsteiger aus der Landesliga 2011/12 | ▲Aufsteiger aus der Landesliga 2011/12 |
| -------------------------------------- | -------------------------------------- | -------------------------------------- |
| FC Schwedt 02                          | FC 98 Hennigsdorf                      | SC Eintracht Miersdorf/Zeuthen         |

## Abschlusstabelle
| Pl. | Verein                             | Sp. | S  | U  | N  | Tore    | Diff. | Punkte |
| --- | ---------------------------------- | --- | -- | -- | -- | ------- | ----- | ------ |
| 1.  | FC Strausberg                      | 32  | 25 | 3  | 4  | 101:220 | +79   | 78     |
| 2.  | Märkischer SV 1919 Neuruppin       | 32  | 16 | 9  | 7  | 053:430 | +10   | 57     |
| 3.  | SV Falkensee-Finkenkrug            | 32  | 15 | 7  | 10 | 051:390 | +12   | 52     |
| 4.  | TuS 1896 Sachsenhausen             | 32  | 13 | 11 | 8  | 051:370 | +14   | 50     |
| 5.  | Werderaner FC Viktoria 1920        | 32  | 14 | 7  | 11 | 045:490 | −4    | 49     |
| 6.  | SC Eintracht Miersdorf/Zeuthen (N) | 32  | 13 | 8  | 11 | 072:640 | +8    | 47     |
| 7.  | SV Germania 90 Schöneiche (A)      | 32  | 12 | 10 | 10 | 045:350 | +10   | 46     |
| 8.  | FV Preussen Eberswalde             | 32  | 13 | 6  | 13 | 056:560 | ±0    | 45     |
| 9.  | 1. FC Frankfurt                    | 32  | 12 | 8  | 12 | 042:440 | −2    | 44     |
| 10. | SV Babelsberg 03 II                | 32  | 12 | 6  | 14 | 050:470 | +3    | 42     |
| 11. | SV Victoria Seelow                 | 32  | 9  | 12 | 11 | 050:500 | ±0    | 39     |
| 12. | FC 98 Hennigsdorf (N)              | 32  | 9  | 9  | 14 | 046:580 | −12   | 36     |
| 13. | FC Stahl Brandenburg               | 32  | 10 | 6  | 16 | 040:530 | −13   | 36     |
| 14. | Breesener SV Guben Nord            | 32  | 9  | 9  | 14 | 042:570 | −15   | 36     |
| 15. | Eisenhüttenstädter FC Stahl Fn. 2  | 32  | 8  | 11 | 13 | 046:630 | −17   | 35     |
| 16. | Ludwigsfelder FC                   | 32  | 7  | 8  | 17 | 048:770 | −29   | 29     |
| 17. | FC Schwedt 02 (N)                  | 32  | 8  | 4  | 20 | 033:770 | −44   | 28     |

| (A) | Absteiger aus der Oberliga Nordost 2011/12 |
| (N) | Aufsteiger aus der Landesliga 2011/12      |

## Kreuztabelle
Die Kreuztabelle stellt die Ergebnisse aller Spiele dieser Saison dar. Die Heimmannschaft ist in der linken Spalte, die Gastmannschaft in der oberen Zeile aufgelistet.
| 2012/13                        | FC Strausberg | Märkischer SV 1919 Neuruppin | SV Falkensee-Finkenkrug | TuS 1896 Sachsenhausen | Werderaner FC Viktoria 1920 | SC Eintracht Miersdorf/Zeuthen | SV Germania 90 Schöneiche | FV Preussen Eberswalde | 1. FC Frankfurt | SV Babelsberg 03 II | SV Victoria Seelow | FC 98 Hennigsdorf | FC Stahl Brandenburg | Breesener SV Guben Nord | Eisenhüttenstädter FC Stahl | Ludwigsfelder FC | FC Schwedt 02 |
| ------------------------------ | ------------- | ---------------------------- | ----------------------- | ---------------------- | --------------------------- | ------------------------------ | ------------------------- | ---------------------- | --------------- | ------------------- | ------------------ | ----------------- | -------------------- | ----------------------- | --------------------------- | ---------------- | ------------- |
| FC Strausberg                  |               | 5:0                          | 2:0                     | 6:0                    | 2:0                         | 5:2                            | 4:1                       | 4:0                    | 3:1             | 1:0                 | 1:0                | 4:0               | 3:2                  | 1:1                     | 7:1                         | 5:1              | 9:0           |
| Märkischer SV 1919 Neuruppin   | 0:2           |                              | 1:1                     | 0:2                    | 2:0                         | 2:1                            | 1:1                       | 3:1                    | 0:0             | 2:1                 | 2:3                | 2:2               | 1:0                  | 2:0                     | 2:1                         | 3:1              | 2:0           |
| SV Falkensee-Finkenkrug        | 2:0           | 2:1                          |                         | 2:0                    | 1:0                         | 4:2                            | 1:1                       | 2:3                    | 1:2             | 5:0                 | 1:0                | 0:1               | 4:1                  | 0:0                     | 2:1                         | 3:1              | 2:1           |
| TuS 1896 Sachsenhausen         | 1:3           | 2:2                          | 0:0                     |                        | 2:0                         | 2:0                            | 0:0                       | 0:3                    | 2:0             | 0:0                 | 4:2                | 1:0               | 6:0                  | 1:0                     | 2:4                         | 0:0              | 1:0           |
| Werderaner FC Viktoria 1920    | 0:4           | 1:2                          | 0:2                     | 3:1                    |                             | 0:3                            | 4:3                       | 1:4                    | 1:1             | 0:4                 | 3:0                | 2:0               | 1:1                  | 1:0                     | 3:2                         | 2:1              | 2:0           |
| SC Eintracht Miersdorf/Zeuthen | 0:3           | 2:0                          | 3:2                     | 2:2                    | 2:2                         |                                | 2:3                       | 2:0                    | 2:3             | 4:4                 | 1:1                | 3:2               | 0:2                  | 5:1                     | 3:3                         | 6:2              | 2:1           |
| SV Germania 90 Schöneiche      | 2:2           | 0:1                          | 2:0                     | 0:0                    | 0:2                         | 1:1                            |                           | 2:0                    | 1:0             | 0:1                 | 1:1                | 2:1               | 0:1                  | 5:0                     | 0:1                         | 1:1              | 6:3           |
| FV Preussen Eberswalde         | 1:0           | 2:4                          | 3:2                     | 4:0                    | 0:3                         | 2:2                            | 0:4                       |                        | 1:3             | 0:2                 | 0:2                | 4:2               | 1:2                  | 5:0                     | 2:1                         | 1:1              | 3:1           |
| 1. FC Frankfurt                | 0:3           | 2:2                          | 1:3                     | 1:1                    | 0:1                         | 2:0                            | 0:0                       | 2:0                    |                 | 0:3                 | 2:1                | 3:1               | 1:0                  | 4:0                     | 0:0                         | 3:4              | 2:0           |
| SV Babelsberg 03 II            | 0:4           | 3:4                          | 3:1                     | 1:1                    | 4:0                         | 1:0                            | 1:2                       | 0:3                    | 2:2             |                     | 2:0                | 2:0               | 0:4                  | 0:0                     | 5:0                         | 1:2              | 3:1           |
| SV Victoria Seelow             | 1:2           | 0:0                          | 1:1                     | 1:1                    | 3:5                         | 3:3                            | 1:0                       | 3:3                    | 0:0             | 2:0                 |                    | 3:2               | 0:1                  | 1:1                     | 1:1                         | 3:3              | 3:0           |
| FC 98 Hennigsdorf              | 0:3           | 1:2                          | 3:1                     | 0:0                    | 1:1                         | 5:8                            | 0:0                       | 2:2                    | 2:0             | 1:5                 | 2:0                |                   | 1:0                  | 1:1                     | 1:1                         | 1:0              | 1:1           |
| FC Stahl Brandenburg           | 0:5           | 1:2                          | 0:1                     | 0:2                    | 2:2                         | 1:3                            | 1:2                       | 0:0                    | 2:1             | 2:0                 | 2:2                | 3:1               |                      | 3:3                     | 1:1                         | 5:1              | 0:1           |
| Breesener SV Guben Nord        | 1:5           | 3:2                          | 2:3                     | 2:1                    | 2:2                         | 3:0                            | 0:1                       | 3:1                    | 4:1             | 1:0                 | 3:0                | 0:0               | 0:1                  |                         | 3:0                         | 3:2              | 0:1           |
| Eisenhüttenstädter FC Stahl    | 2:1           | 2:2                          | 1:1                     | 0:6                    | 0:1                         | 1:3                            | 2:1                       | 1:1                    | 1:2             | 0:0                 | 0:1                | 2:4               | 5:1                  | 2:1                     |                             | 1:1              | 6:3           |
| Ludwigsfelder FC               | 2:2           | 0:3                          | 2:0                     | 1:3                    | 0:2                         | 1:3                            | 1:2                       | 0:2                    | 1:2             | 3:2                 | 3:4                | 1:6               | 1:0                  | 3:3                     | 2:2                         |                  | 3:1           |
| FC Schwedt 02                  | 1:0           | 1:1                          | 1:1                     | 0:7                    | 0:0                         | 0:2                            | 2:1                       | 2:4                    | 2:1             | 2:0                 | 0:7                | 1:2               | 2:1                  | 3:1                     | 0:1                         | 2:3              |               |

## Statistiken

### Torschützenliste
| Pl. | Spieler            | Mannschaft                  | Tore |
| --- | ------------------ | --------------------------- | ---- |
| 1.  | Christian Schlegel | FV Preussen Eberswalde      | 22   |
| 2.  | Kim Schwager       | SV Falkensee-Finkenkrug     | 21   |
| 3.  | Martin Wunderlich  | FC Strausberg               | 19   |
| 4.  | Marcus Kerl        | Eisenhüttenstädter FC Stahl | 18   |
| 4.  | Patrick Schmidt    | Werderaner FC Viktoria 1920 | 18   |

### Zuschauertabelle
| Pl.    | Verein | Verein                         | Spiele | Zuschauer | ø pro Spiel |
| ------ | ------ | ------------------------------ | ------ | --------- | ----------- |
| 01.    |        | TuS 1896 Sachsenhausen         | 16     | 3.844     | 240         |
| 02.    |        | SV Victoria Seelow             | 16     | 3.772     | 236         |
| 03.    |        | FC 98 Hennigsdorf              | 16     | 2.918     | 182         |
| 04.    |        | 1. FC Frankfurt                | 16     | 2.526     | 158         |
| 05.    |        | FC Stahl Brandenburg           | 16     | 2.502     | 156         |
| 06.    |        | Breesener SV Guben Nord        | 16     | 2.338     | 146         |
| 07.    |        | FC Schwedt 02                  | 16     | 2.288     | 143         |
| 08.    |        | SC Eintracht Miersdorf/Zeuthen | 16     | 2.136     | 134         |
| 09.    |        | FV Preussen Eberswalde         | 16     | 2.025     | 127         |
| 10.    |        | Eisenhüttenstädter FC Stahl    | 16     | 1.957     | 122         |
| 11.    |        | Märkischer SV 1919 Neuruppin   | 16     | 1.939     | 121         |
| 12.    |        | SV Falkensee-Finkenkrug        | 16     | 1.918     | 120         |
| 13.    |        | FC Strausberg                  | 16     | 1.909     | 119         |
| 14.    |        | SV Germania 90 Schöneiche      | 16     | 1.795     | 112         |
| 15.    |        | Werderaner FC Viktoria 1920    | 16     | 1.719     | 107         |
| 16.    |        | SV Babelsberg 03 II            | 16     | 1.436     | 90          |
| 17.    |        | Ludwigsfelder FC               | 16     | 1.404     | 88          |
| Gesamt | Gesamt | Gesamt                         | Gesamt | 38.426    | 150         |